# Herzberg (Densbüren)
Der Herzberg ist ein 750 m ü. M. hoher Berg im Aargauer Jura. Der Berg liegt auf dem Gemeindegebiet von Densbüren, südlich des Ortsteils Asp. 
Der Bergrücken ist fast vollständig bewaldet. Etwa 550 Meter westlich liegt der 747 m ü. M. hohe Mittlisberg, noch weiter westlich folgt der 848 m ü. M. hohe Asperstrihe. Am südlichen Hang des Berges steht die Bildungseinrichtung Herzberg, vormals Volksbildungsheim Herzberg.
Der Eisenpfad in der Nähe des Herzbergs weist mit einer Infotafel auf den früheren Abbau von Eisenerz in dieser Gegend hin.